# Оптация
Опта́ция (от лат. optatio — желание, выбор; англ. choice of citizenship, optation) — термин в международном и конституционном праве, подразумевающий выбор гражданства лицами, имеющими двойное гражданство, либо проживающими на территории, изменившей государственную принадлежность. В широком смысле оптация означает право выбора гражданства по любой причине и является исключением из общего порядка приобретения гражданства.
При территориальных изменениях право оптации возникает в следующих случаях:
- возникновение нового государства путём отделения его от другого государства;
- распад одного государства на несколько новых государств;
- переход части территории одного государства в соответствии с международным договором под суверенитет другого государства.

Лица, которым предоставлено право оптации, должны в течение заранее определённого срока сделать выбор: либо сохранить гражданство государства, в котором они ранее проживали; либо получить гражданство того государства, которому фактически отходит территория. Дети, как правило, при оптации следуют гражданству родителей. Также при оптации за лицами сохраняются их имущественные права.

Переезжающие из России в Эстонию в результате оптации. Нарва, 1921 год

Примером оптации, связанной с территориальными изменениями после Первой мировой войны, является Тартуский мирный договор 1920 года, согласно которому проживающие на территории России лица эстонского происхождения в течение года со дня ратификации могли оптировать эстонское гражданство. В 1920—1923 годах в Эстонию из РСФСР переехали 37 578 человек. 
Примером оптации, связанной с территориальными изменениями после Второй мировой войны, является Мирный договор с Италией 1947 года, согласно которому гражданам, постоянно проживавшим до 1946 года на территориях, переходящих к другим государствам, было предоставлено право оптации гражданства в течение 1 года.
Ряд соглашений об оптации в послевоенный период заключил и СССР. Например, Протокол об оптации к Договору между СССР и Чехословакией 1945 года о Закарпатской Украине предусматривал, что лица украинской и русской национальностей, проживавшие на территории Чехословакии (в регионах Словакии), и лица словацкой и чешской национальностей, проживавшие на территории Закарпатской Украины, могут выбирать гражданство СССР или Чехословакии. Был также заключён договор об обмене населением между Польшей и СССР: лица польской и еврейской национальностей, проживающие в СССР, получили право на выезд в Польшу, а лица русской, украинской, белорусской, русинской и литовской национальностей, проживающие на территории Польши, имели право выйти из польского гражданства и переселиться на территорию СССР.
В международном праве сложилась общепризнанная практика, согласно которой при переходе суверенитета над определённой частью территории от одного государства к другому, населению, проживающему на этой территории, должно быть всегда предоставлено право получения гражданства того государства, которому досталась указанная территория с целью недопущения ситуации безгражданства лиц, затрагиваемых из-за таких территориальных изменений. По мнению некоторых исследователей, при выходе из состава СССР Латвии и Эстонии право оптации части населения в этих странах было нарушено, в результате чего в этих странах появилась категория населения с так называемым статусом «неграждан», то есть лиц, фактически лишённых ряда гражданских прав.
В 2014 году в связи с аннексией Крыма Россией население, проживающее на территориях Крыма и Севастополя, получило право оптации: вступить в российское гражданство либо остаться гражданами Украины заявив об этом в течение одного месяца.